# The Queen Collection
The Queen Collection es una caja recopilatoria de la banda británica Queen. Publicada el 10 de noviembre de 1992 a través de Hollywood Records en los Estados Unidos como un lanzamiento de edición limitada.
La caja recopilatoria contiene la versión estadounidense de Greatest Hits, publicada en 1992 por Hollywood Records y Classic Queen. Además contiene un disco especial que presenta una entrevista con Mike Read en 1989, transmitida por BBC Radio 1 y una versión extendía de "Thank God It's Christmas".

## Lista de canciones
| Disco uno: Greatest Hits (1992 US edition) |                                         |                 |          |  |
| N.º                                        | Título                                  | Escritor(es)    | Duración |  |
| 1.                                         | «We Will Rock You»                      | Brian May       | 2:02     |  |
| 2.                                         | «We Are the Champions»                  | Freddie Mercury | 2:59     |  |
| 3.                                         | «Another One Bites the Dust»            | John Deacon     | 3:34     |  |
| 4.                                         | «Killer Queen»                          | Mercury         | 2:59     |  |
| 5.                                         | «Somebody to Love»                      | Mercury         | 4:56     |  |
| 6.                                         | «Fat Bottomed Girls»                    | May             | 4:15     |  |
| 7.                                         | «Bicycle Race»                          | Mercury         | 3:00     |  |
| 8.                                         | «You're My Best Friend»                 | Deacon          | 2:50     |  |
| 9.                                         | «Crazy Little Thing Called Love»        | Mercury         | 2:43     |  |
| 10.                                        | «Now I'm Here»                          | May             | 4:12     |  |
| 11.                                        | «Play the Game»                         | Mercury         | 3:32     |  |
| 12.                                        | «Seven Seas of Rhye»                    | Mercury         | 2:47     |  |
| 13.                                        | «Body Language»                         | Mercury         | 4:31     |  |
| 14.                                        | «Save Me»                               | May             | 3:48     |  |
| 15.                                        | «Don't Stop Me Now»                     | Mercury         | 3:29     |  |
| 16.                                        | «Good Old-Fashioned Lover Boy»          | Mercury         | 2:53     |  |
| 17.                                        | «I Want to Break Free» (single version) | Deacon          | 4:18     |  |
| 58:48                                      |                                         |                 |          |  |

| Disco dos: Classic Queen (1992) |                                         |                        |          |  |
| N.º                             | Título                                  | Escritor(es)           | Duración |  |
| 1.                              | «A Kind of Magic»                       | Roger Taylor           | 4:22     |  |
| 2.                              | «Bohemian Rhapsody»                     | Mercury                | 5:55     |  |
| 3.                              | «Under Pressure» (con David Bowie)      | Queen, David Bowie     | 4:03     |  |
| 4.                              | «Hammer to Fall» (single version)       | May                    | 3:38     |  |
| 5.                              | «Stone Cold Crazy»                      | Queen                  | 2:13     |  |
| 6.                              | «One Year of Love»                      | Deacon                 | 4:27     |  |
| 7.                              | «Radio Ga Ga»                           | Taylor                 | 5:47     |  |
| 8.                              | «I'm Going Slightly Mad»                | Mercury, Peter Straker | 4:22     |  |
| 9.                              | «I Want It All» (single version)        | May                    | 4:01     |  |
| 10.                             | «Tie Your Mother Down» (single version) | May                    | 3:45     |  |
| 11.                             | «The Miracle» (edited version)          | Mercury, Deacon        | 4:25     |  |
| 12.                             | «These Are the Days of Our Lives»       | Taylor                 | 4:16     |  |
| 13.                             | «One Vision» (edited version)           | Queen                  | 4:38     |  |
| 14.                             | «Keep Yourself Alive»                   | May                    | 3:46     |  |
| 15.                             | «Headlong»                              | May                    | 4:37     |  |
| 16.                             | «Who Wants to Live Forever»             | May                    | 5:15     |  |
| 17.                             | «The Show Must Go On»                   | May                    | 4:32     |  |
| 74:02                           |                                         |                        |          |  |

| Disco tres: Queen Talks |                                                                 |          |  |
| N.º                     | Título                                                          | Duración |  |
| 1.                      | «Interview with Mike Read, May 1989» (Broadcast on BBC Radio 1) | 54:49    |  |
| 2.                      | «Thank God It's Christmas» (extended version)                   | 4:24     |  |
| 59:13                   |                                                                 |          |  |

## Créditos
Queen
- Freddie Mercury – voz principal y coros, piano, guitarra acoustica, piano, sintetizador
- Brian May – guitarra eléctrica y acoustica, coros, piano, sintetizador
- Roger Taylor – batería, percusión, coros, triángulo, pandereta
- John Deacon – bajo eléctrico, guitarra eléctrica, piano eléctrico

Músicos adicionales
- Mike Stone – voz en "Good Old-Fashioned Lover Boy"
- David Bowie – voz en "Under Pressure"
- Fred Mandel – sintetizador en "I Want to Break Free"
- Michael Kamen – arreglos orquestales en "Who Wants to Live Forever"
- National Philharmonic Orchestra – instrumento de cuerda, instrumento de viento metal, percusión en "Who Wants to Live Forever"